# Believe (canción de Cher)
«Believe» —en español: «Creer»— es una canción de la artista estadounidense Cher, perteneciente a su segundo álbum de estudio homónimo, lanzado en 1998. Fue publicada como el sencillo principal el 19 de octubre del mismo año por Warner Bros. Records. La composición comenzó como una maqueta escrita por Brian Higgins, Matthew Gray, Stuart McLennen y Timothy Powell, y fue presentada al presidente de Warner, Rob Dickins, durante la búsqueda de temas para el nuevo álbum de la cantante. Aunque Dickins no quedó impresionado por la pista excepto por el coro, contrató a Steve Torch y Paul Barry para completar la pieza. Cher también hizo ajustes en la letra, aunque no recibió crédito como compositora. La grabación se realizó en Dreamhouse Studio en West London, con producción a cargo de Mark Taylor y Brian Rawling.
«Believe» es un tema dance pop y electropop que representa un cambio radical en la dirección musical de Cher respecto a sus trabajos anteriores. Se destaca por ser pionera en el uso del software de procesamiento de audio Auto-Tune para distorsionar la voz; el resultado de este proceso es conocido como «efecto Cher». La letra trata sobre el empoderamiento y la autosuficiencia después de una dolorosa ruptura. Desde su lanzamiento, ha recibido elogios de críticos musicales por su producción y su capacidad para ser pegadiza. Es considerada uno de los puntos culminantes del álbum y una de las obras más importantes de su carrera. En la 42.ª edición de los Premios Grammy, recibió nominaciones en las categorías de «Grabación del Año» y «Mejor Grabación de Dance» y obtuvo este último premio.
Comercialmente fue un éxito global al lograr el número uno en más de 23 países. Con más de 11 millones de copias vendidas, se convirtió en el sencillo más exitoso de la cantante y en uno de los más vendidos en la historia de la música. Fue la composición más comercializada en el Reino Unido en 1998 y se mantiene como el sencillo más vendido por una artista femenina en solitario. En Estados Unidos, fue el quinto sencillo número uno de la artista en el Billboard Hot 100 y encabezó la lista de sencillos del Hot 100 a finales de 1999. Su video musical, dirigido por Nigel Dick, recibió una nominación al «Mejor Video de Baile» en los MTV Video Music Awards de 1999.
Cher ha interpretado este tema en numerosas ocasiones, incluyendo presentaciones en los Premios Brit de 1999 y en el Festival de San Remo, así como en varios programas de entrevistas y variedades en América y en el extranjero. Desde entonces, «Believe» se ha consolidado como una de las favoritas del público y un elemento clave en el repertorio de sus giras. Numerosos artistas la han versionado y ha sido interpretada o referenciada en varias películas y programas de televisión. Académicos y expertos han destacado cómo Cher logró reinventarse, manteniendo su imagen mientras lanzaba música fresca y contemporánea en medio del dominio del teen pop de la época. También se le atribuye a esta obra haber restaurado su popularidad y consolidado su posición como ícono de la cultura pop. Esta composición le valió un lugar en el Libro Guinness de los Récords, y Rolling Stone la incluyó entre las «500 mejores canciones de todos los tiempos».

## Escritura y composición
Una maqueta de «Believe», escrita por Brian Higgins, Matthew Gray, Stuart McLennen y Timothy Powell, circuló en Warner Records durante meses. Según el productor Mark Taylor, «a todos les encantaba el estribillo, pero no el resto de la canción». El presidente de Warner, Rob Dickins, solicitó a la productora Dreamhouse que trabajara en ella con el objetivo de crear un disco de baile que no alienara a los admiradores de Cher. Se unieron dos escritores más, Steve Torch y Paul Barry, y completaron una versión con la que Dickins y la cantante quedaron satisfechos.
Aunque no está acreditada como compositora, Cher mencionó haber contribuido con las líneas «Necesito tiempo para seguir adelante, necesito amor para sentirme fuerte / Porque he tenido tiempo para pensarlo y tal vez soy demasiada buena para ti». Según ella, «estaba cantando la canción en la bañera y me pareció que la segunda estrofa era demasiado suave. Me molestó un poco, así que la cambié. La endurecí un poco». En una entrevista de 2023, añadió que lamentaba no haber pedido créditos de escritura por el tema.
«Believe» es una canción de eurodance, eurohouse, dance pop y electropop. Contiene muestras no acreditadas de «Prologue» y «Epilogue» interpretadas por la Electric Light Orchestra. La pista fue grabada en la tonalidad de Fa sostenido mayor con un tempo de 133 pulsaciones por minuto, y sigue una progresión de acordes de F♯–C♯–G♯m–B–F♯–A♯m7–G♯m–D♯m. El rango vocal de Cher abarca desde la nota más baja de F♯3 hasta la nota más alta de C♯5.

## Grabación
La canción fue grabada a mediados de 1998 en Kingston upon Thames, Londres, en el estudio Dreamhouse de Metro Productions. Durante la grabación, el equipo usó Cubase VST en un Power Macintosh G3 temprano, con sintetizadores como el Clavia Nord Rack y el Oberheim Matrix 1000. Grabaron las voces de Cher en tres grabadoras digitales TASCAM DA-88 con un micrófono Neumann U67.
Las voces de Cher fueron procesadas con el software Auto-Tune. Aunque diseñaron este sistema para corregir sutilezas en las voces, Mark Taylor usó ajustes extremos para crear correcciones rápidas y artificiales, eliminando el deslizamiento natural entre tonos. Taylor comentó que esta fue la parte más estresante del proyecto, ya que no estaba seguro de cómo reaccionaría Cher. Ella aprobó el efecto y pidió que se mantuviera, aunque Warner quería eliminarlo.
Al principio, los productores dijeron haber logrado el efecto usando un voice coder para proteger su método. El efecto fue ampliamente imitado y es conocido como el «efecto Cher».

## Recepción de la crítica
Al momento del lanzamiento, Chuck Taylor de Billboard elogió el sencillo como «lo mejor que Cher ha grabado en años» y señaló: «Algunas canciones fluyen tan naturalmente, son tan auténticas, que te preguntas por qué no surgieron antes. Esta te hará girar en la pista, pisando fuerte con una oda simple a esos sentimientos que todos perseguimos y no queremos dejar ir. Cher brilla aquí; incluso sus críticos acérrimos sucumbirán al ritmo».
Por su parte, Robert Christgau destacó el tema como el mejor del álbum, mientras que un crítico de Entertainment Weekly lo describió como una mezcla perfecta de pop electrónico y aseguró que la voz de Cher es «inconfundible». Deborah Wilker de Knight Ridder subrayó que su voz alterada electrónicamente en esta canción era algo novedoso en su carrera. Wilker describió la pista como «disco contemporáneo, con Cher como una Madonna emblemática».
The New York Daily News afirmó que era una «pieza de club tan enérgica que no solo revitalizó su carrera, sino que también devolvió a la música dance su mayor éxito desde la era disco»; también destacó su «gancho irresistible y ritmo increíble». Neil Strauss de The New York Times resaltó los «versos intensos y agridulces», junto al uso del efecto que «convierte la voz de Cher en algo robótico». El coro, añadió, «es vibrante y optimista, con el icónico grito de "¿Crees en la vida después del amor?", todo sobre una base de pop electrónico de los años 1980. El tema aborda una cuestión universal: una mujer que trata de convencerse de que puede superar una ruptura». Jim Sullivan también la calificó como una canción «desafiante, pegajosa y cargada de ritmo».

### Respuesta retrospectiva
En 2019, Bill Lamb de About.com la definió como una «pieza de pop perfecta» y la incluyó en su lista de las «10 mejores canciones pop de 1999». El editor de AllMusic, Joe Viglione, llamó a «Believe» una «obra maestra del pop» y «una de las pocas canciones que logró atravesar la impenetrable pared de la radio fragmentada de finales de los años 1990 para permear la conciencia del mundo en general». Michael Gallucci, otro editor del mismo portal, dio una crítica tibia al afirmar que el álbum Believe es una «sesión interminable y sin personalidad de ritmos». Stopera y Galindo de BuzzFeed la describieron como «icónica» y la incluyeron en su lista de las «101 mejores canciones dance de los 1990» en 2017. Damon Albarn, líder de las bandas Blur y Gorillaz, definió el tema como «brillante».
En 2014, Tom Ewing de la web Freaky Trigger escribió: «Es un disco en la línea de "I Will Survive" de desafío romántico combativo, una composición para hacer sentir a las personas que han perdido en el amor que son los ganadores». Añadió: «Es sorprendente que alguien tardara hasta 1998 en inventar "¿crees en la vida después del amor?", y quizá aún más sorprendente que no fuera Jim Steinman, pero lo genial de la canción es lo agresiva y justa que Cher la hace sonar». Bob Waliszewski de Plugged In dijo que Cher «reúne autoconfianza para lidiar con un romance fallido». En 2018, Dave Fawbert de ShortList la describió como una «canción pop realmente genial con, como siempre, una interpretación vocal absolutamente poderosa de Cher».

## Rendimiento comercial

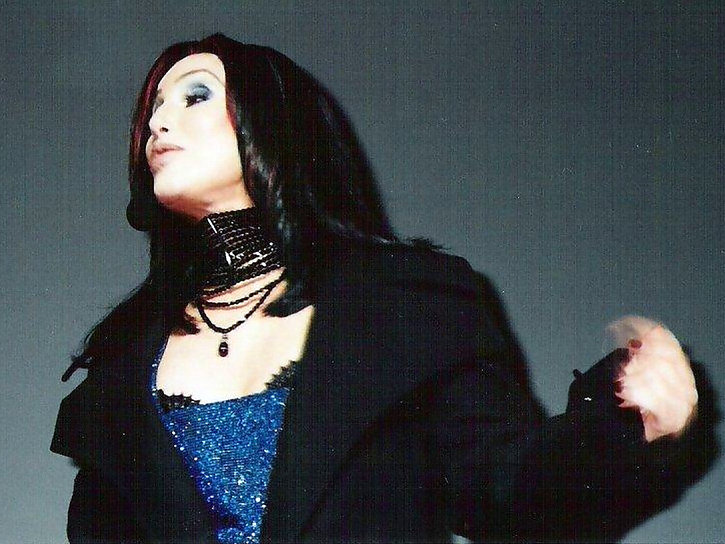
Cher cantando «Believe» en el show «Miracle on 34th Street» de la estación radial WKTU en Nueva York el 11 de diciembre de 1998.

Lanzada como sencillo principal del álbum el 19 de octubre de 1998, «Believe» llegó al número uno en 21 países. En Estados Unidos debutó en el puesto 99 del Billboard Hot 100 el 19 de diciembre de 1998. El 23 de enero de 1999 alcanzó el top 40 y el 13 de marzo llegó al primer lugar, haciendo de Cher, con 52 años, la artista femenina de mayor edad en lograrlo. Superó a Tina Turner, quien tenía 44 años cuando lideró las listas con «What's Love Got to Do With It» en 1984.
Cher también estableció el récord del mayor intervalo entre números uno en el Hot 100, con 33 años y 7 meses entre «I Got You Babe» y este sencillo. Billboard la nombró la canción número uno de 1999 tanto en las listas Hot 100 como Hot Dance Club Play, como el mayor éxito en la carrera de Cher y su 17º y último top 10 en Estados Unidos.
En el Reino Unido, el tema debutó en la cima de la UK Singles Chart el 25 de octubre de 1998, en una semana marcada por la entrada de cinco sencillos nuevos en los primeros puestos, algo sin precedentes. Fue el cuarto número uno de Cher en el país y se mantuvo en esa posición durante siete semanas consecutivas, además de ser la canción más vendida de 1998. En los premios Ivor Novello de 1999, los compositores del tema recibieron tres galardones: «sencillo más vendido del Reino Unido», «mejor canción musical y lírica» y «hit internacional del año». El 30 de julio de 2021 recibió la certificación de cuádruple platino por la Industria Fonográfica Británica. Hasta octubre de 2017, había vendido 1 830 000 copias en el Reino Unido, lo que la convirtió en la canción más vendida por una artista femenina en la historia de la UK Singles Chart.
A los 52 años, Cher se convirtió en la mujer de mayor edad en alcanzar el número uno en las listas británicas, un récord superado por Kate Bush a los 63 años, cuando «Running Up That Hill» volvió a liderar las listas.
El éxito del sencillo también se reflejó en las listas de baile. En Estados Unidos permaneció 15 semanas en la U.S. Hot Dance Club Play, cinco de ellas en el número uno, y 22 semanas en la European Hot Dance Charts. En 1999 marcó un récord al pasar 21 semanas en la cima del Billboard Hot Dance Singles Sales y se mantuvo en el top diez incluso un año después de su entrada. En octubre de 2008, fue votada como la décima mejor canción pop número uno en el conteo de VH1 Australia. Además, el tema recibió nominaciones a «grabación del año» y «mejor grabación de dance» en la 42.ª edición de los Premios Grammy, y ganó el galardón en la segunda categoría.. Peter Rauhofer ganó el Grammy en 2000 por «mejor remixer del año» por su trabajo en esta canción.

## Video musical
El video musical de «Believe», dirigido por Nigel Dick, muestra a Cher en un club nocturno, donde interpreta dos papeles: como cantante sobre el escenario con un tocado brillante y como una figura sobrenatural en una jaula. Su voz ha sido modificada por auto-tune. A su alrededor, ella da consejos a varias personas. El enfoque principal del video está en una mujer, interpretada por Katrine De Candole, que asiste al club con amigos y se encuentra con su exnovio. Ella, visiblemente afectada al verlo, lo observa mientras él se besa con otra mujer en su presencia.
La versión del video incluida en The Very Best of Cher: The Video Hits Collection presenta algunas escenas adicionales hacia el final, que no aparecen en el video original. Este también se encuentra en el video como material adicional, Believe Bonus VCD. Además, hay dos versiones preliminares del video; la primera es una recopilación de imágenes de los videos de los sencillos anteriores de Cher, «One by One» y «Walking in Memphis», mientras que la segunda incluye una escena breve de Cher cantando el coro de «Believe» y muestra más escenas de «One by One».
Para esta canción se lanzaron tres videos de remezclas oficiales. Dos de ellos, creados por Dan-O-Rama en 1999, presentan conceptos diferentes al original y muestran a Cher sobre fondos de colores y personas bailando, en lugar de centrarse en la letra. Estos videos utilizan los remixes «Almighty Definitive Mix» y «Club 69 Phunk Club Mix». El tercero, llamado «Wayne G. Remix» y producido por Warner Bros., mantiene un enfoque similar al del video del «Club 69 Phunk Club Mix».
El crítico de Billboard Chuck Taylor le otorgó una calificación de «C» en marzo de 1999. Aunque elogió la apariencia y el peinado de la cantante, criticó la trama secundaria que consideró innecesaria, ya que mostraba a varios personajes espiándose mutuamente.

## Legado

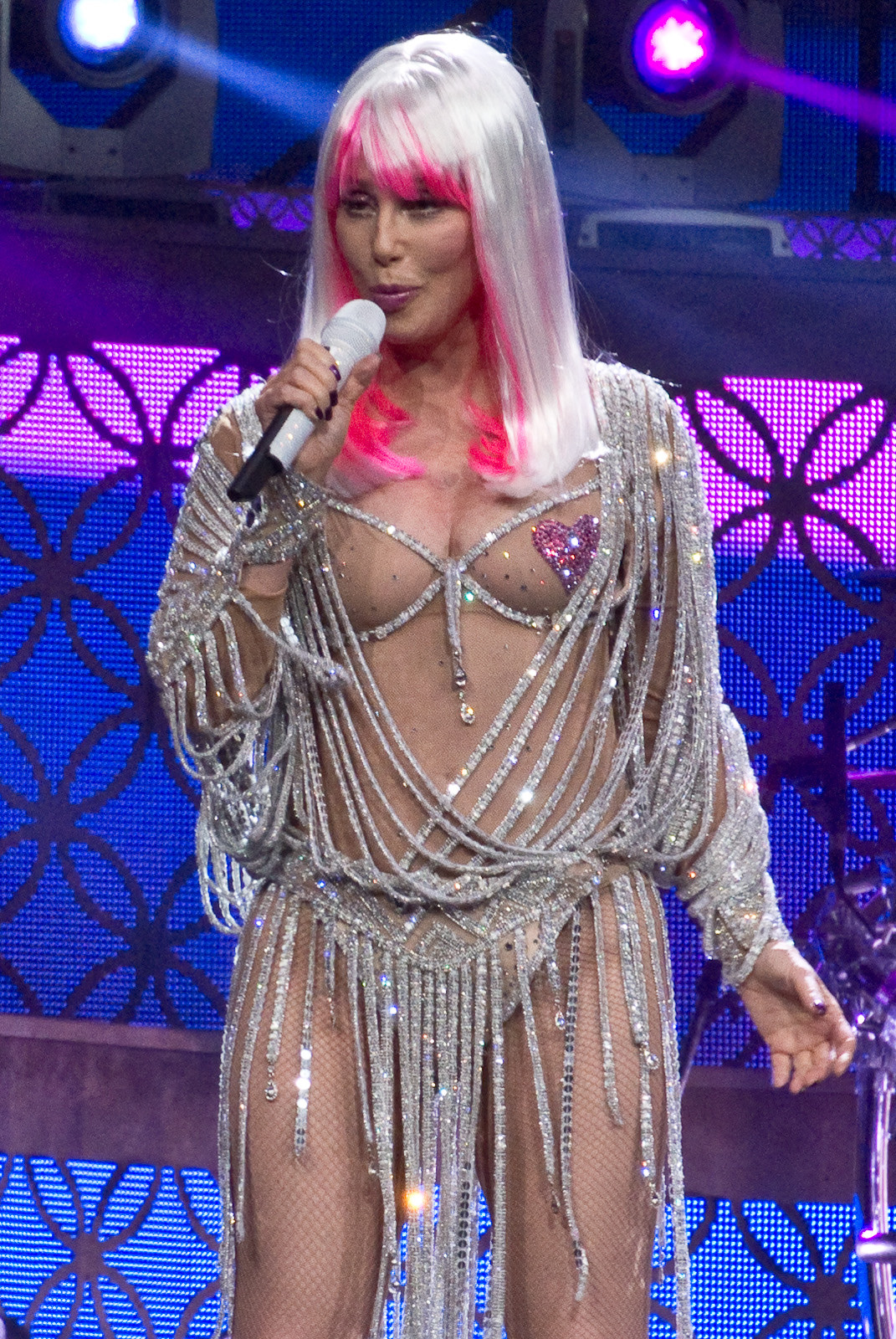
Cher interpretando «Believe» en la gira Dressed to Kill Tour en 2014.

VH1 incluyó a «Believe» en el puesto sesenta de su lista de las 100 mejores canciones de baile en 2000 y en el número 74 de las 100 mejores canciones de los años 1990 en 2007. Ese mismo año, Rolling Stone la incluyó en el décimo lugar de su lista de las «20 canciones más molestas». En 2020, The Guardian la clasificó como la 83.ª mejor canción número uno del Reino Unido. Además, en la versión revisada de 2021 de las «500 mejores canciones de todos los tiempos» de Rolling Stone, «Believe» volvió a ser destacada.
En julio de 2020, The Pudding llevó a cabo un estudio sobre las canciones más icónicas de la década de 1990 para enfocarlas en ser las más reconocibles entre millennials y la Generación Z. «Believe» se ubicó en el sexto lugar. En octubre de 2023, Billboard la incluyó entre las «500 mejores canciones pop de todos los tiempos».

### Reconocimientos
| Año  | Editorial         | País           | Reconocimiento                                                                                          | Puesto |
| ---- | ----------------- | -------------- | --- | ------ |
| 1999 | The Village Voice | Estados Unidos | «Los mejores sencillos de la década de 1990»                                                            | 96     |
| 2000 | VH1               | Estados Unidos | «Las 100 mejores canciones para bailar»                                                                 | 60     |
| 2005 | Blender           | Estados Unidos | «Las 500 mejores canciones desde que naciste»                                                           | 134    |
| 2005 | Bruce Pollock     | Estados Unidos | «Las 7 500 canciones más importantes de 1944–2000»                                                      | —      |
| 2007 | VH1               | Estados Unidos | «Las 100 mejores canciones de la década de 1990»                                                        | 74     |
| 2007 | Rolling Stone     | Estados Unidos | «Las 20 canciones más molestas»                                                                         | 10     |
| 2012 | Max               | Australia      | «Las 1000 mejores canciones de todos los tiempos»                                                       | 252    |
| 2012 | NME               | Reino Unido    | «Las 50 canciones más vendidas de la década de 1990»                                                    | 5      |
| 2015 | Robert Dimery     | Estados Unidos | «1001 canciones que debes escuchar antes de morir y 10 001 que debes descargar (actualización de 2015)» | —      |
| 2017 | BuzzFeed          | Estados Unidos | «Las 101 mejores canciones de la década de 1990»                                                        | 15     |
| 2019 | Billboard         | Estados Unidos | «Las mejores canciones de la década de 1990 según Billboard»                                            | 64     |
| 2019 | Elle              | Estados Unidos | «Las 52 mejores canciones pop de los 1990»                                                              | 51     |
| 2019 | Insider           | Estados Unidos | «100 de las mejores canciones de la década de 1990»                                                     | —      |
| 2019 | Insider           | Estados Unidos | «102 canciones que todo el mundo debería escuchar en su vida»                                           | —      |
| 2019 | Max               | Australia      | «Las 1000 mejores canciones de todos los tiempos»                                                       | 892    |
| 2019 | Paste Magazine    | Estados Unidos | «Las mejores canciones de la década de 1990»                                                            | 9      |
| 2020 | Glamour           | Estados Unidos | «53 mejores canciones de la década de 1990 que son todo eso y una bolsa de patatas fritas»              | 14     |
| 2020 | The Guardian      | Reino Unido    | «Los 100 números 1 más importantes del Reino Unido»                                                     | 83     |
| 2020 | Cleveland         | Estados Unidos | «Mejor canción Billboard Hot 100 n.º 1 de la década de 1990»                                            | 25     |
| 2021 | Rolling Stone     | Estados Unidos | «Las 500 mejores canciones de todos los tiempos»                                                        | 337    |
| 2022 | Pitchfork         | Estados Unidos | «Las 250 mejores canciones de la década de 1990»                                                        | 23     |
| 2023 | Billboard         | Estados Unidos | «Las mejores canciones pop de todos los tiempos»                                                        | 159    |

## Otras versiones

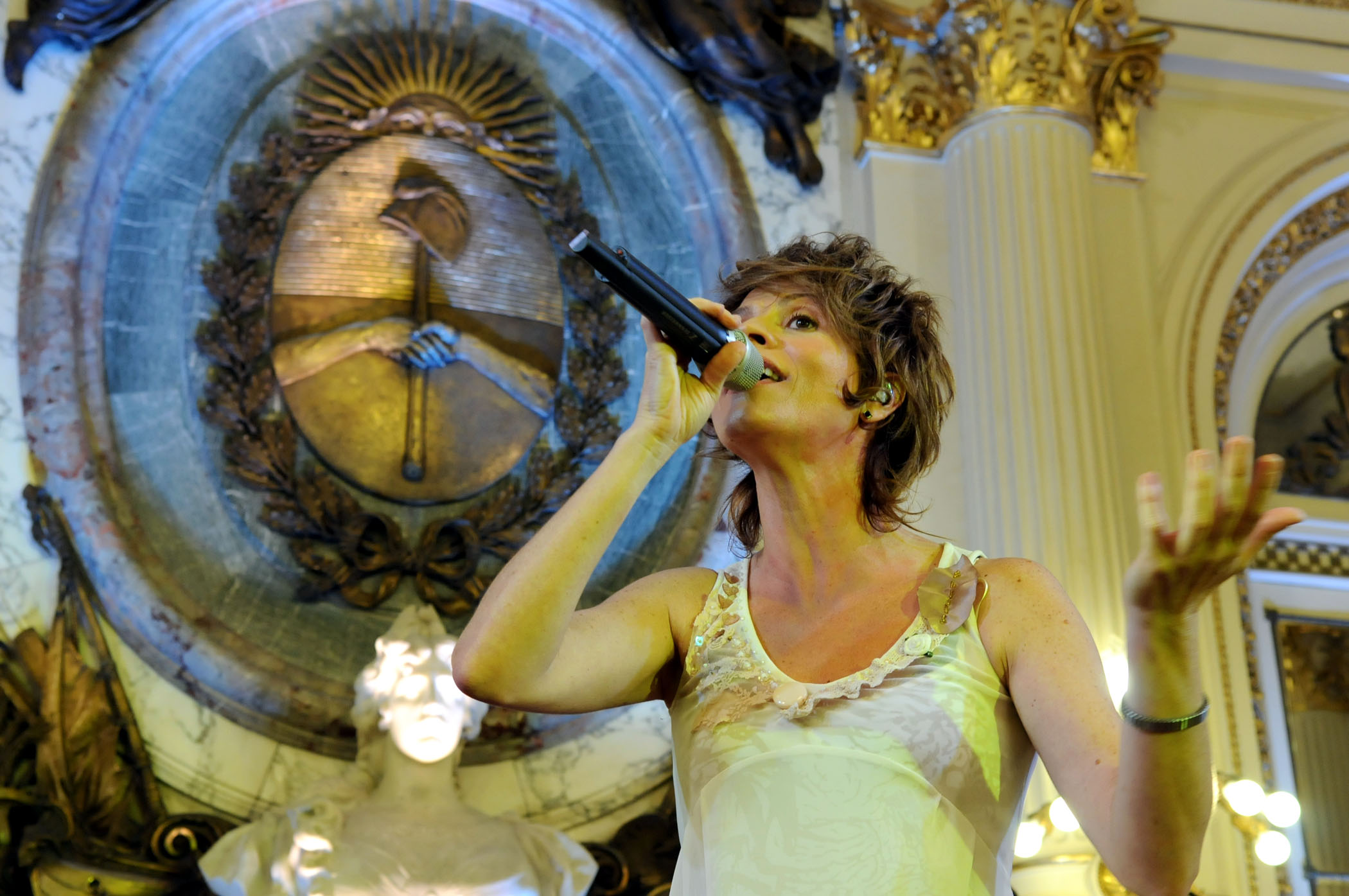
Marcela Morelo, cantante argentina encargada de la versión en español de «Believe», llamada «Creer».

En 2009, la cantautora argentina Marcela Morelo realizó una versión en español del sencillo, titulada «Creer», que formó parte de su álbum Otro Plan. En mayo de 2012, después de audicionar exitosamente para The X Factor UK, Ella Henderson, de 16 años, interpretó una versión en balada de «Believe» durante la ronda de Bootcamp, conmoviendo hasta las lágrimas a la jueza invitada Nicole Scherzinger.
Esta versión, basada en la interpretación de Adam Lambert en American Idol en 2009, fue tan popular por su tempo lento y su interpretación emocional que Henderson lanzó una actuación acústica en 2013 en YouTube y la presentó en los National Television Awards el 23 de enero de ese año. Henderson también incluyó una versión de estudio de esta interpretación en una edición de lujo de su álbum debut Chapter One, como parte del EP Chapter One Sessions.
En octubre de 2016, DMA's, una banda de rock australiana de Sídney interpretó «Believe» para Like A Version de Triple J. Su interpretación tuvo tal impacto en el público australiano que se convirtió en la versión más popular de Like A Version en la lista Hottest 100 del mismo año, alcanzando el puesto número seis en la edición de 2016 (posteriormente superada por The Wiggles en 2021). En 2020, se destacó como la única versión de Like A Version en la lista Hottest 100 de la década de 2010, alcanzando el puesto número 41. En 2023, la versión de DMA's encabezó la lista Triple J Hottest 100 of Like a Version.
En diciembre de 2018, Lambert presentó nuevamente su versión en balada en honor a Cher durante la 41.ª edición de los Kennedy Center Honors; la actuación recibió una importante aclamación y Cher declaró que se quedó «sin palabras» y que se emocionó hasta las lágrimas. El 6 de diciembre de 2019, Lambert lanzó una versión de estudio de su interpretación de «Believe», que alcanzó el puesto número 23 en la lista Billboard Digital Song Sales el 21 de diciembre del mismo año.

## Formatos de lanzamiento
- Sencillo regular

| Sencillo para Estados Unidos |                           |          |  |
| N.º                          | Título                    | Duración |  |
| 1.                           | «Believe»                 | 3:59     |  |
| 2.                           | «Believe (Xenomania Mix)» | 4:20     |  |

| Sencillo para Europa y Reino Unido - versión uno |                                     |          |  |
| N.º                                              | Título                              | Duración |  |
| 1.                                               | «Believe»                           | 3:59     |  |
| 2.                                               | «Believe (Almighty Definitive Mix)» | 7:38     |  |
| 3.                                               | «Believe (Xenomania Mix)»           | 4:20     |  |
| 4.                                               | «Believe (The Equestrian Mix)»      | 4:37     |  |

| Sencillo para Europa y Reino Unido - versión dos |                                   |          |  |
| N.º                                              | Título                            | Duración |  |
| 1.                                               | «Believe»                         | 3:59     |  |
| 2.                                               | «Believe (Grips Heartbroken Mix)» | 9:12     |  |
| 3.                                               | «Believe (Club 69 Future Mix)»    | 6:50     |  |

- Maxi sencillo

| Sencillo para Canadá y Estados Unidos |                                                      |          |  |
| N.º                                   | Título                                               | Duración |  |
| 1.                                    | «Believe»                                            | 3:59     |  |
| 2.                                    | «Believe (Phat 'N' Phunky Club Mix)»                 | 7:42     |  |
| 3.                                    | «Believe (Club 69 Phunk Club Mix)»                   | 8:44     |  |
| 4.                                    | «Believe (Almighty Definitive Mix)»                  | 7:36     |  |
| 5.                                    | «Believe (Xenomania Mad Tim and the Mekon Club Mix)» | 9:15     |  |
| 6.                                    | «Believe (Club 69 Future Anthem Mix)»                | 9:20     |  |
| 7.                                    | «Believe (Grips Heartbroken Mix)»                    | 9:12     |  |
| 8.                                    | «Believe (Club 69 Future Anthem Dub)»                | 7:33     |  |
| 9.                                    | «Believe (Club 69 Phunk Dub)»                        | 7:04     |  |
| 10.                                   | «Believe (Phat 'N' Phunky 'After Luv' Dub)»          | 6:22     |  |

## Gráficos

### Rendimiento semanal
| Alemania          | Media Control AG                     | 1 |
| Australia         | ARIA Charts                          | 1 |
| Austria           | Ö3 Austria Top 40                    | 2 |
| Bélgica (Flandes) | Ultratop 50 Singles                  | 1 |
| Bélgica (Valonia) | Ultratop 40 Singles                  | 1 |
| Canadá            | RPM                                  | 1 |
| Dinamarca         | Tracklisten                          | 1 |
| España            | PROMUSICAE                           | 1 |
| Estados Unidos    | Billboard Hot 100                    | 1 |
| Estados Unidos    | Billboard Hot Dance Club Songs       | 1 |
| Estados Unidos    | Billboard Pop Songs                  | 2 |
| Estados Unidos    | Billboard Adult Pop Songs            | 5 |
| Finlandia         | Suomen Virallinen Lista              | 6 |
| Francia           | Syndicat de l'Édition Phonographique | 1 |
| Irlanda           | IRMA                                 | 1 |
| Italia            | FIMI                                 | 1 |
| Noruega           | VG-lista                             | 1 |
| Nueva Zelanda     | RIANZ                                | 1 |
| Países Bajos      | Dutch Top 40                         | 1 |
| Reino Unido       | The Official Charts Company          | 1 |
| Suecia            | Sverigetopplistan                    | 1 |
| Suiza             | Schweizer Hitparade                  | 1 |
| Unión Europea     | Billboard European Hot 100 Singles   | 1 |

### Rendimiento anual
| País              | Listas                               | Mejor posición |      |      |      |      |      |
| 1998              | 1998                                 | 1998           | 1998 | 1998 | 1998 | 1998 | 1998 |
| ----------------- | ------------------------------------ | -------------- | ---- | ---- | ---- | ---- | ---- |
| Alemania          | Media Control AG                     | 14             |      |      |      |      |      |
| Australia         | ARIA Singles Chart                   | 43             |      |      |      |      |      |
| Austria           | Ö3 Austria Top 40                    | 16             |      |      |      |      |      |
| Bélgica (Valonia) | Ultratop 40 Singles                  | 19             |      |      |      |      |      |
| Estados Unidos    | Billboard Year-end Chart             | 6              |      |      |      |      |      |
| Países Bajos      | Dutch Top 40                         | 82             |      |      |      |      |      |
| Reino Unido       | UK Singles Chart                     | 1              |      |      |      |      |      |
| Suecia            | Sverigetopplistan                    | 6              |      |      |      |      |      |
| Suiza             | Schweizer Hitparade                  | 18             |      |      |      |      |      |
| 1999              |                                      |                |      |      |      |      |      |
| Alemania          | Media Control AG                     | 38             |      |      |      |      |      |
| Australia         | ARIA Singles Chart                   | 6              |      |      |      |      |      |
| Austria           | Ö3 Austria Top 40                    | 21             |      |      |      |      |      |
| Bélgica (Flandes) | Ultratop 50 Singles                  | 48             |      |      |      |      |      |
| Bélgica (Valonia) | Ultratop 40 Singles                  | 25             |      |      |      |      |      |
| Canadá            | RPM                                  | 13             |      |      |      |      |      |
| Estados Unidos    | Billboard Year-end Chart             | 1              |      |      |      |      |      |
| Francia           | Syndicat de l'Édition Phonographique | 13             |      |      |      |      |      |
| Italia            | FIMI                                 | 2              |      |      |      |      |      |
| Países Bajos      | Dutch Top 40                         | 9              |      |      |      |      |      |
| Suecia            | Sverigetopplistan                    | 6              |      |      |      |      |      |
| Suiza             | Schweizer Hitparade                  | 8              |      |      |      |      |      |
| Unión Europea     | Billboard European Hot 100 Singles   | 4              |      |      |      |      |      |

### Rendimiento deceniales
| Alemania       | Media Control Charts | 38 |
| Estados Unidos | Billboard Hot 100    | 31 |
| Reino Unido    | UK Singles Chart     | 5  |

### Rendimiento histórico
| País        | Lista            | Mejor posición |
| ----------- | ---------------- | -------------- |
| Reino Unido | UK Singles Chart | 16             |

- Ver lista de predecesores y sucesores

| Predecesor: «Candle in the Wind» de Elton John                    | Reino Unido UK Singles Chart — Sencillo del año 1998                                                           | Sucesor: «...Baby One More Time» de Britney Spears       |
| Predecesor: «Gym and Tonic» de Spacedust                          | Reino Unido UK Singles Chart — Sencillo N.º 1 25 de octubre de 1998-19 de diciembre de 1998                    | Sucesor: «To You I Belong» de B*Witched                  |
| Predecesor: «Irreplaceable» de Kerri Ann                          | Irlanda Irlanda Singles Chart — Sencillo N.º 1 14 de noviembre de 1998 — 19 de diciembre de 1998               | Sucesor: «Goodbye» de Spice Girls                        |
| Predecesor: «Chanter pour ceux qui sont loin de chez eux» de Lââm | Bélgica Belgian Singles Chart (Valonia) — Sencillo N.º 1 2 de enero de 1999 — 16 de febrero de 1999            | Sucesor: «Mais qui est la belette?» de Manau             |
| Predecesor: «Goodbye» de Spice Girls                              | Nueva Zelanda RIANZ Singles Chart — Sencillo N.º 1 10 de enero de 1999                                         | Sucesor: «Take Me There» de Blackstreet                  |
| Predecesor: «Big Big World» de Emilia                             | Países Bajos Dutch Top 40 — Sencillo N.º 1 16 de enero de 1999                                                 | Sucesor: «Pretty Fly (for a White Guy)» de The Offspring |
| Predecesor: «Mais Qui Est la Belette?» de Manau                   | Francia SNEP Singles Chart — Sencillo N.º 1 23 de enero de 1999                                                | Sucesor: «Tu M'oublieras» de Larusso                     |
| Predecesor: «Pretty Fly (for a White Guy)» de The Offspring       | Australia ARIA Singles Chart — Sencillo N.º 1 24 de enero de 1999-19 de febrero de 1999                        | Sucesor: «...Baby One More Time» de Britney Spears       |
| Predecesor: «Angel of Mine» de Monica                             | Estados Unidos Billboard Hot 100 — Sencillo N.º 1 13 de marzo de 1999-3 de abril de 1999                       | Sucesor: «No Scrubs» de TLC                              |
| Predecesor: «The First Night» de Monica                           | Estados Unidos Billboard Hot Dance Music/Club Play — Sencillo N.º 1 12 de diciembre de 1998-9 de enero de 1999 | Sucesor: «Up & Down» de Vengaboys                        |
| Predecesor: «I Don't Want to Miss a Thing» de Aerosmith           | Unión Europea Billboard Eurochart Hot 100 — Sencillo N.º 1 21 de noviembre de 1998-20 de febrero de 1999       | Sucesor: «Big Big World» de Emilia                       |

## Certificaciones
| País                | Organismo certificador | Certificación | Ventas certificadas | Ref.    |
| ------------------- | ---------------------- | ------------- | ------------------- | ------- |
| Alemania            | BVMI                   | 5× Oro        | 1 250 000           | [ 129 ] |
| Australia           | ARIA                   | 3× Platino    | 210 000             | [ 130 ] |
| Austria             | IFPI Austria           | Platino       | 30 000              | [ 131 ] |
| Bélgica             | BEA                    | 3× Platino    | 150 000             | [ 132 ] |
| Dinamarca           | IFPI Dinamarca         | Platino       | 90 000              | [ 133 ] |
| Estados Unidos      | RIAA                   | Platino       | 1 800 000           | [ 134 ] |
| Francia             | SNEP                   | Diamante      | 764 000             | [ 135 ] |
| Noruega             | IFPI Noruega           | 2× Platino    | 20 000              | [ 136 ] |
| Nueva Zelanda       | RIANZ                  | Oro           | 7 500               | [ 137 ] |
| Reino Unido         | BPI                    | 3× Platino    | 1 800 000           | [ 38 ]  |
| Suecia              | GLF                    | 3× Platino    | 90 000              | [ 138 ] |
| Suiza               | IFPI Suiza             | Platino       | 50 000              | [ 139 ] |
| Italia              | —                      | —             | 100 000             | [ 140 ] |
| Italia (desde 2009) | FIMI                   | Oro           | 25 000              | [ 141 ] |
| Países Bajos        | NVPI                   | Platino       | 75 000              | [ 142 ] |
| España              | PROMUSICAE             | Platino       | 60 000              | [ 143 ] |
| Suecia              | GLF                    | 3× Platino    | 90 000              | [ 144 ] |
| Noruega             | IFPI - Norway          | 2× Platino    | —                   | [ 145 ] |

## Historial de lanzamientos
| País           | Fecha                   | Formatos                                      | Discográfica | Ref.    |
| -------------- | ----------------------- | --------------------------------------------- | ------------ | ------- |
| Reino Unido    | 19 de octubre de 1998   | CD, casete                                    | Warner Bros. | [ 29 ]  |
| Estados Unidos | 10 de noviembre de 1998 | Rhythmic contemporary, contemporary hit radio | Warner Bros. | [ 146 ] |
| Estados Unidos | 1998                    | Maxisencillo                                  | Warner Bros. | [ 146 ] |
| Estados Unidos | Enero de 1999           | Vinilo de 7 pulgadas, CD, casete              | Warner Bros. | [ 147 ] |
| Canadá         | 19 de enero de 1999     | Remix EP                                      | Warner Bros. | [ 148 ] |